# 呉市生活バス

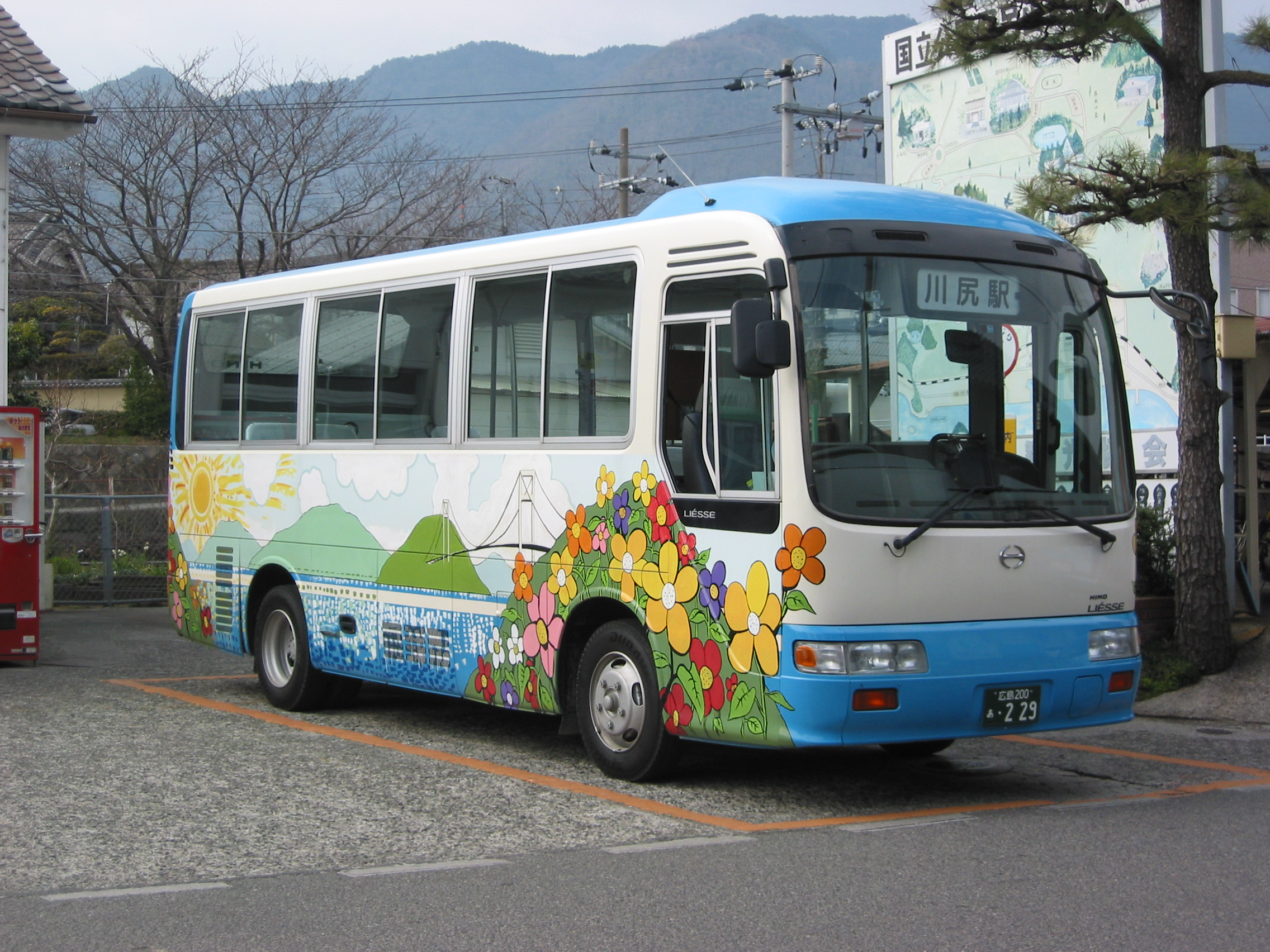
川尻地区生活バスの車両（野呂山タクシー）

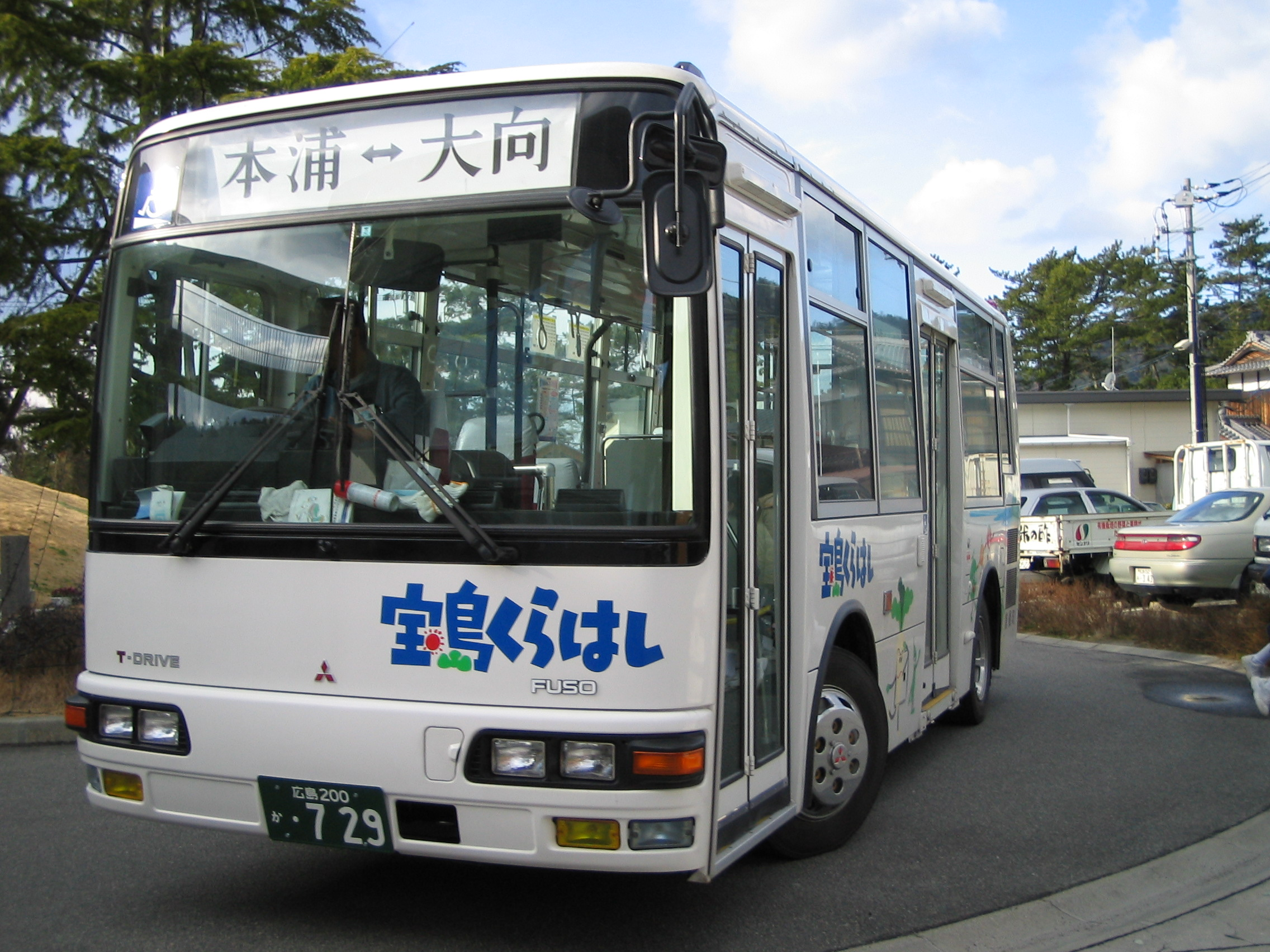
倉橋地区生活バスの車両（倉橋交通）

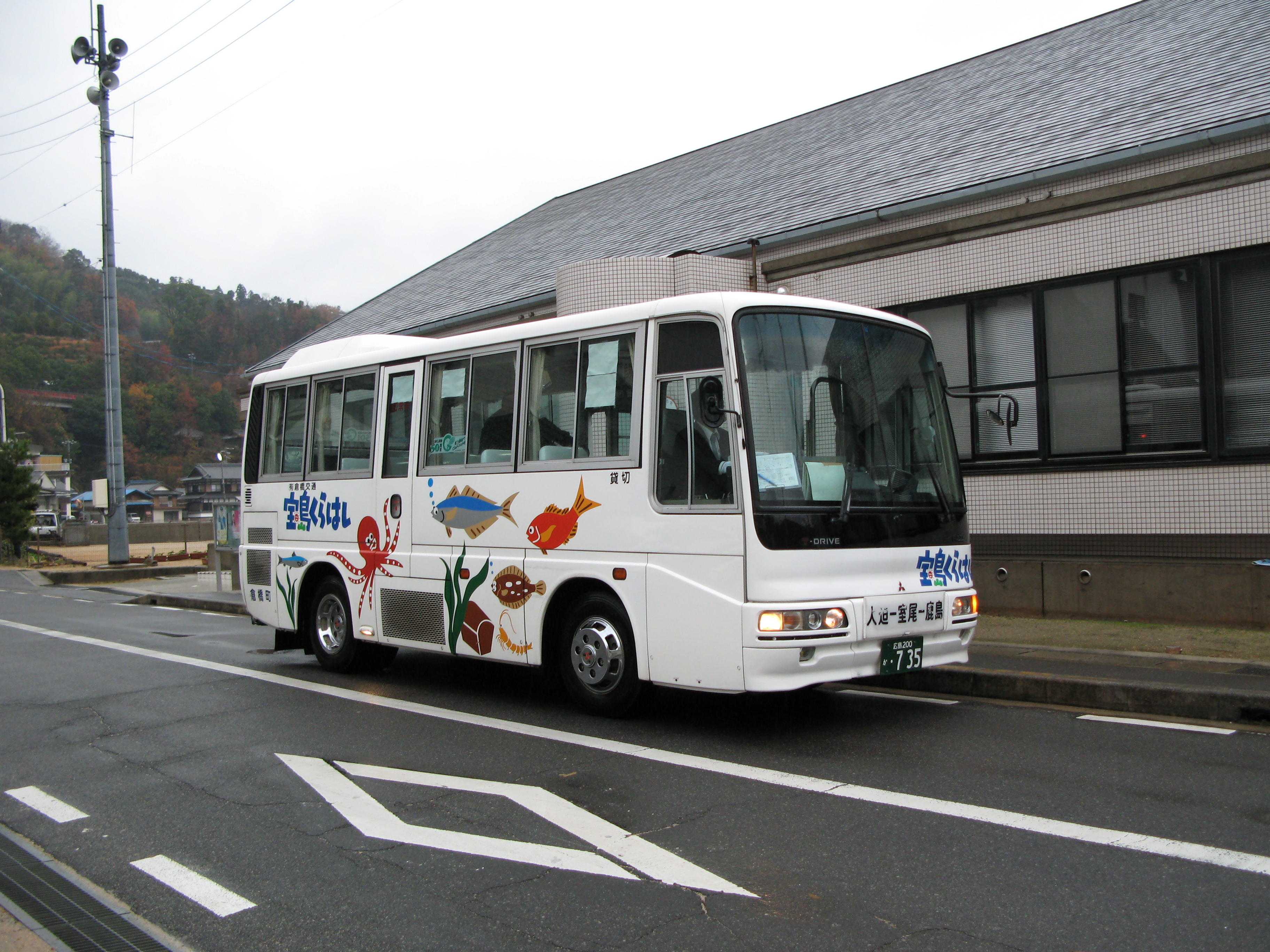
倉橋地区生活バスの車両（倉橋交通）

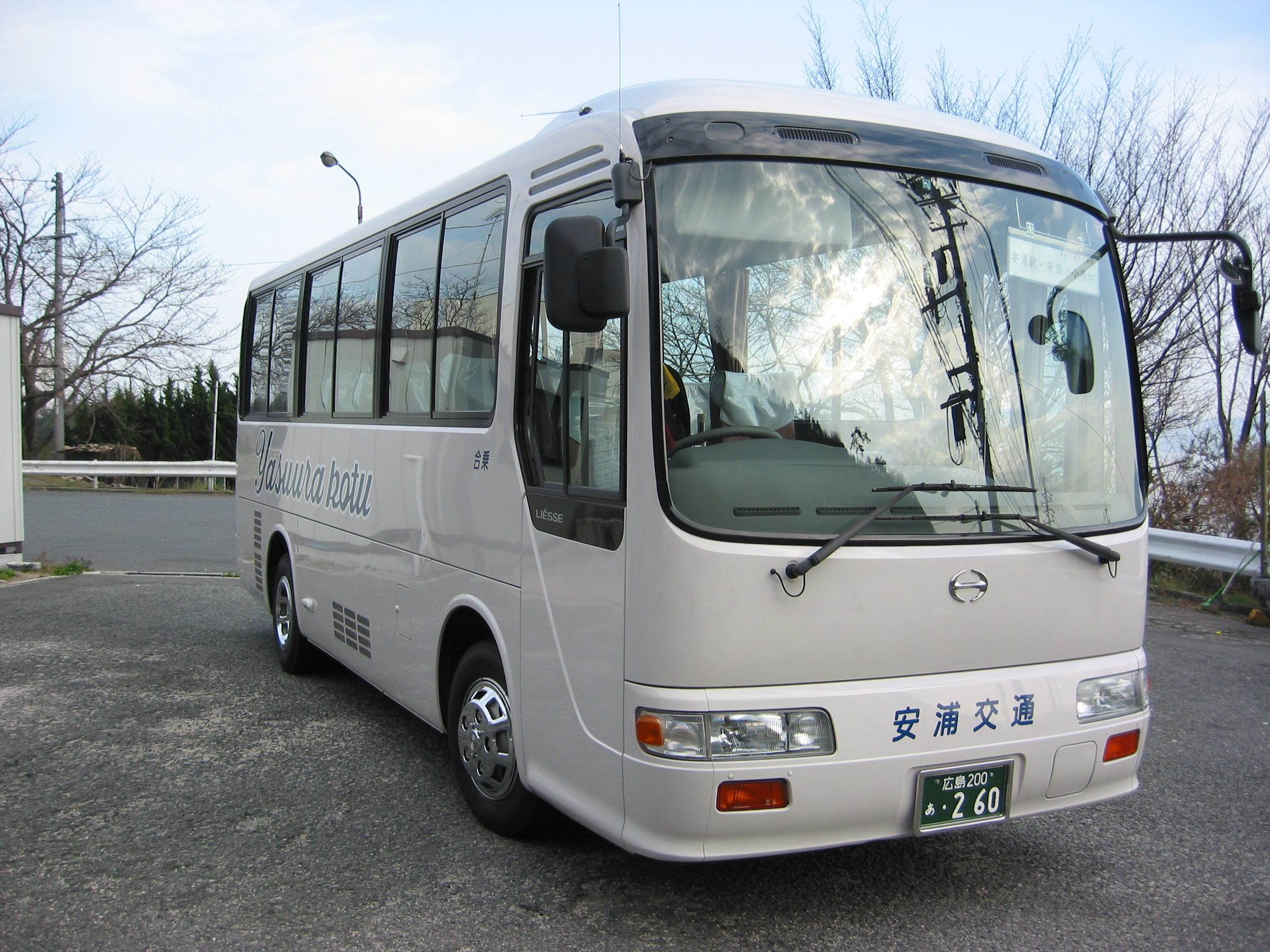
安浦地区生活バス
安浦交通時代の車両（2007年）

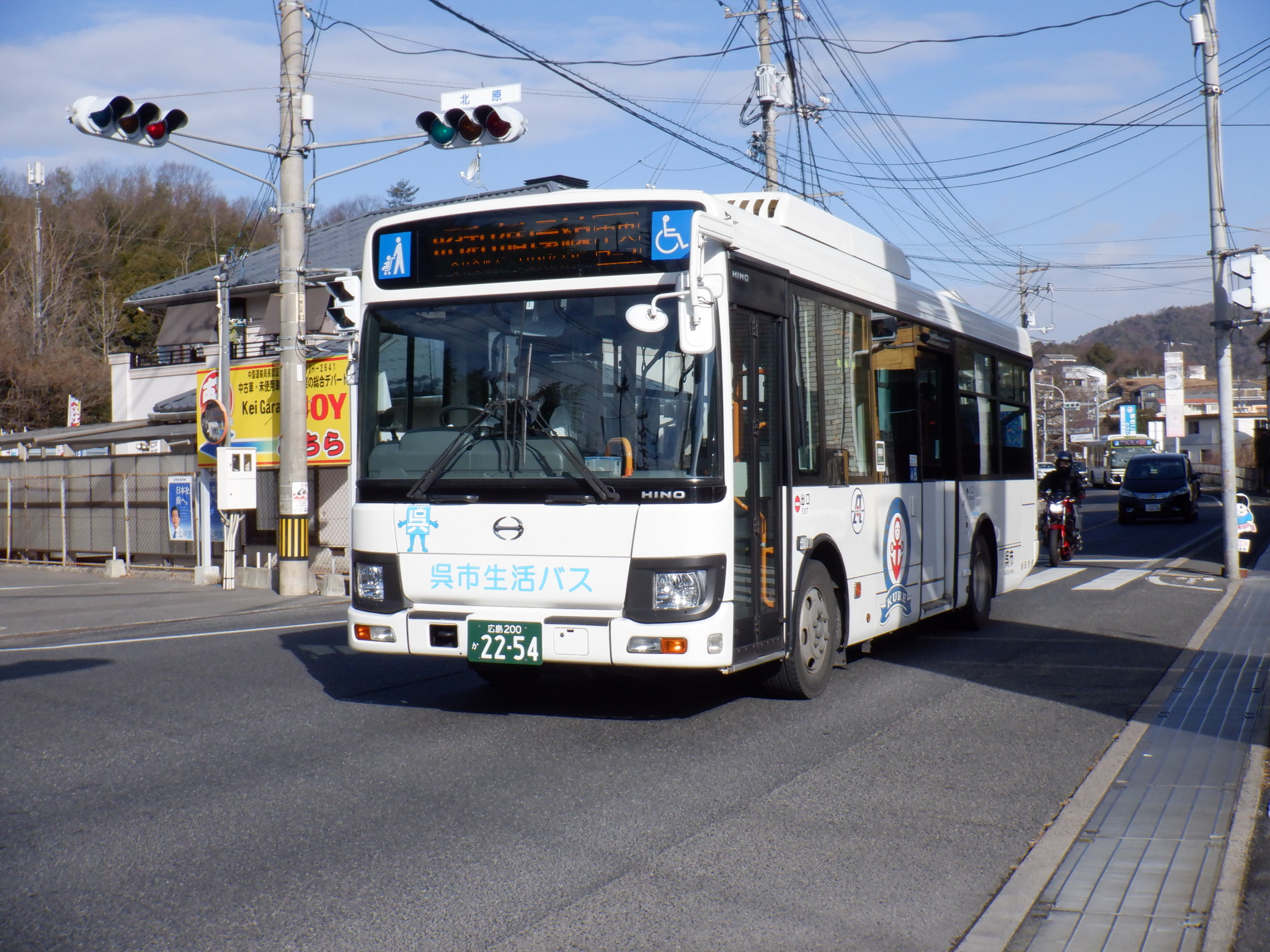
昭和循環線中央コースの車両（朝日交通）

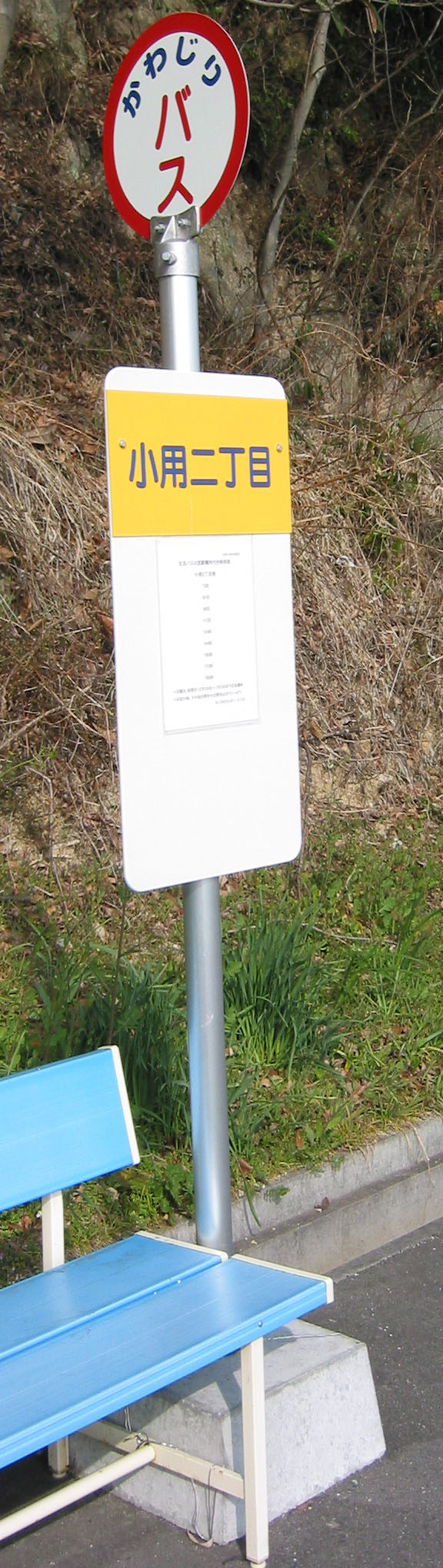
呉市生活バスの停留所
（川尻地区生活バス）

呉市生活バス（くれしせいかつバス）は、広島県呉市で運行されるコミュニティバスである。呉市では単に「生活バス」と呼称している。また「生活バス」が運行されていない公共交通空白地帯の補完として、乗合タクシー形式の「呉市乗合タクシー」（くれしのりあいタクシー）を運行している。
呉市では、市内の各地区ごとに「呉市生活バス」19路線と、乗合タクシー形式の「呉市乗合タクシー」2路線の合計21路線を運行している（2023年9月11日付ダイヤ改正時点）。

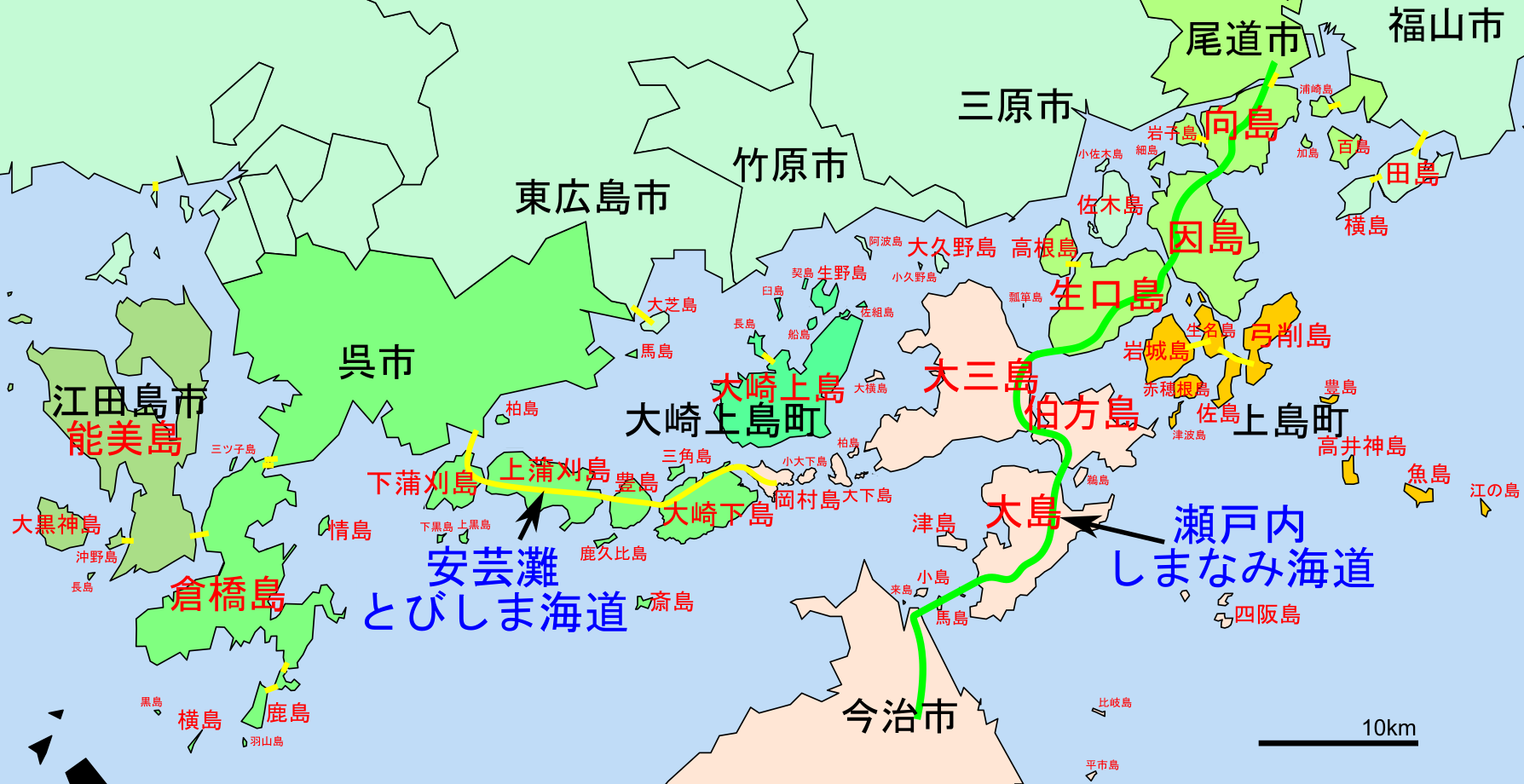
芸予諸島の島々と所属自治体

呉市は平成の大合併により、2000年代前半から半ばにかけて芸予諸島を含む周辺自治体を次々と編入合併し、2003年4月1日には安芸郡下蒲刈町（下蒲刈島内）、2004年4月1日には豊田郡川尻町、2005年3月20日には安芸郡音戸町・倉橋町（倉橋島内）、蒲刈町（上蒲刈島ほか）、豊田郡安浦町・豊浜町・豊町を編入して、市域を一挙に拡大させた。
「呉市生活バス」には、合併前の旧町営バス（旧80条バス）を引き継いで運行しているもの、呉市交通局（2012年3月31日をもって廃止）の旧路線や広電バスの一般路線バス撤退を受け、廃止代替バスとして運行しているものなどがある。
本項では「呉市乗合タクシー」についても記述する。なお各路線の括弧内の番号は、呉市公式ウェブサイトの表記に準拠したものである。

## 呉市生活バス

### (1) 下蒲刈地区生活バス
旧下蒲刈町（下蒲刈島内）の編入合併に伴い、同町が運行していた下蒲刈町営バス（旧80条バス）を引き継いだもの。ひまわり交通株式会社が運行受託。

### (2) 倉橋地区生活バス
旧倉橋町（倉橋島内）の編入合併に伴い、同町が運行していた倉橋町営バス（旧80条バス）を引き継いだもの。有限会社倉橋交通が運行受託。

### (3) 川尻地区生活バス
旧川尻町域を運行する。有限会社野呂山タクシーが運行受託（なべタクシーのグループ会社）。

### (4) 安浦地区生活バス
旧安浦町域を運行する。富士交通株式会社が運行受託。

かつては安浦交通株式会社が運行受託していたが、同社の倒産により運行委託事業者が富士交通へ変更された。

### (5) 音戸さざなみ線
旧音戸町（倉橋島内）で、音戸町時代から「なべタクシー音戸さざなみ線」として運行されていた路線を引き継いだもの。有限会社なべタクシーが運行受託。

### (6) 横路交叉点循環線
富士交通株式会社が運行受託。

### (7) 白石白岳交叉点循環線
富士交通株式会社が運行受託。

### (8) 昭和循環線北コース
朝日交通株式会社が運行受託。

### (9) 昭和循環線中央コース
朝日交通株式会社が運行受託。

### (10) 昭和循環線南コース
朝日交通株式会社が運行受託。

### (11) 呉苗代下条線
有限会社東和交通が運行受託。

### (12) 北原神山峠線
有限会社東和交通が運行受託。

### (13) 見晴町線
有限会社東和交通が運行受託。

### (14) 阿賀音戸の瀬戸線
呉交通株式会社が運行受託。

### (15) 田原藤の脇線
有限会社なべタクシーが運行受託。

### (16) 仁方小須磨線
富士交通株式会社が運行受託。

### (17) 広長浜線
有限会社野呂山タクシー（広営業所）が運行受託。

### (18) 広川尻線
2019年10月1日付で広電バスから呉市生活バスへ路線移管されたもの。瀬戸内産交株式会社が運行受託。瀬戸内産交はこれにより呉市生活バスの運行受託に初参入した。

### (19) 三条二河宝町線
2022年10月1日付で広電バスから呉市生活バスへ路線移管されたもの。富士交通株式会社が運行受託。

## 呉市乗合タクシー

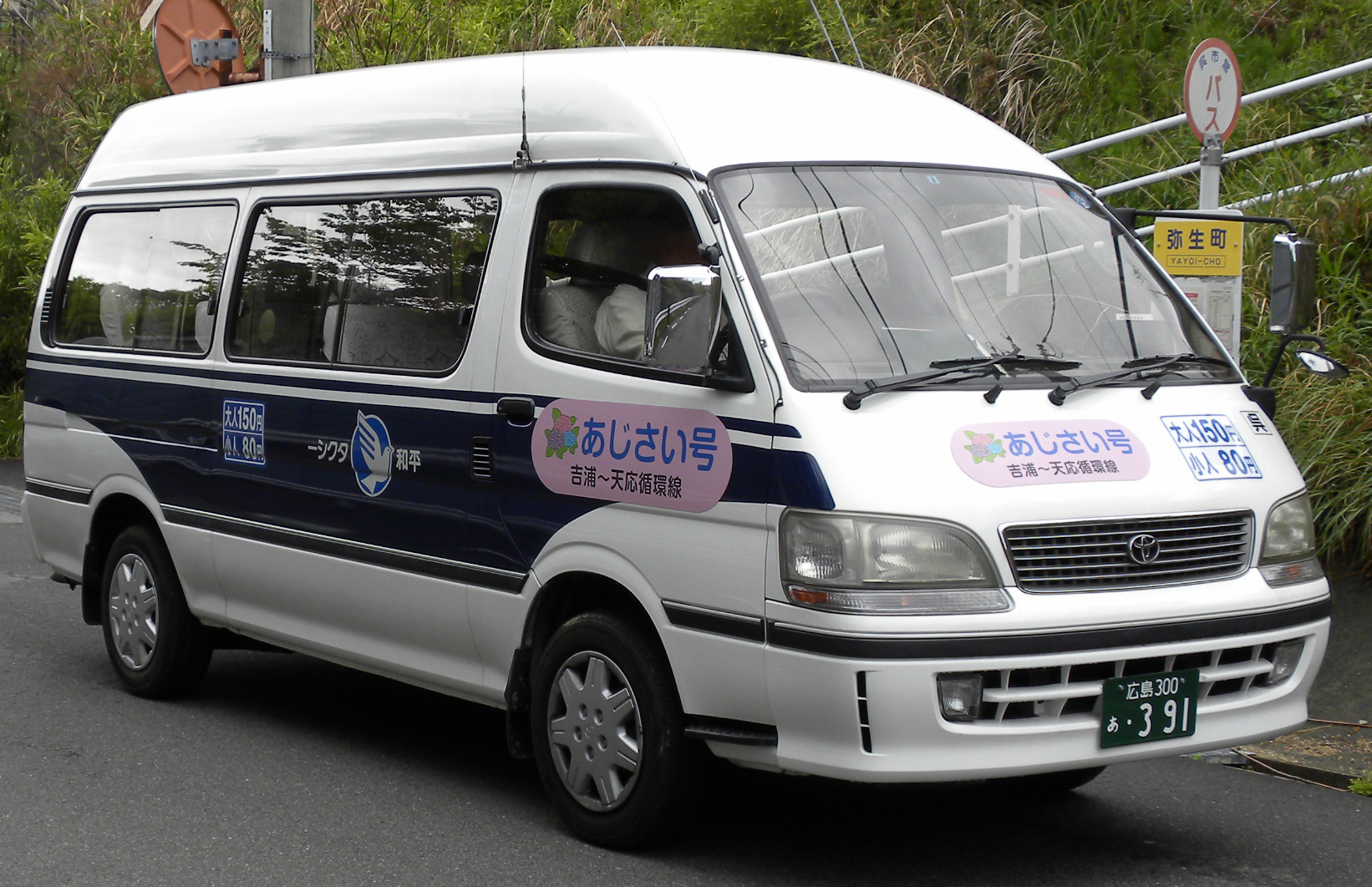
呉市乗合タクシーの車両
吉浦地区「あじさい号」
（平和タクシー）

### (20) 吉浦地区乗合タクシー「あじさい号」
平和タクシー株式会社が運行受託。

### (21) 警固屋地区乗合タクシー「おでかけバス」
有限会社なべタクシーが運行受託。

## 廃止路線

### 蒲刈地区生活バス

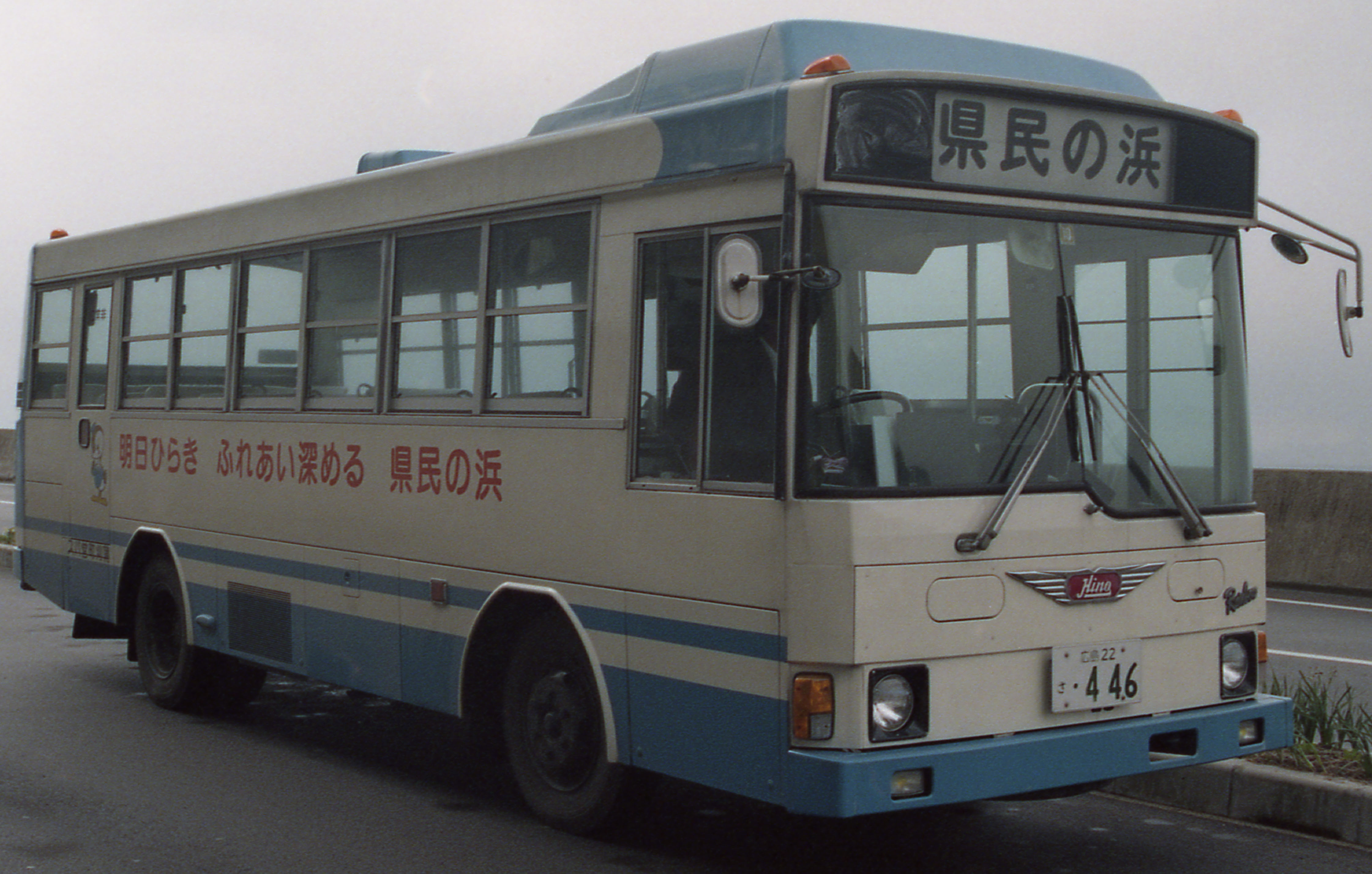
蒲刈町営バス時代の車両
1998年、町保有の自家用バス（白ナンバー）

旧蒲刈町（上蒲刈島ほか）の編入合併に伴い、同町が運行していた蒲刈町営バス（旧80条バス）を引き継いだもの。呉市生活バスへの移行後は、ひまわり交通株式会社が運行受託していた。
その後、2008年の豊島大橋開通時の島内交通再編により、さんようバス・瀬戸内産交が共同運行する大崎下島 - 広駅方面の直通バスへ統合され廃止された。